# Mubarak Marzouq
Mubarak Marzouq (arabisch مبارك مرزوق, DMG Mubārak Marzūq; * 1. Januar 1961) ist ein ehemaliger kuwaitischer Fußballspieler.

## Karriere
In seiner Zeit beim al-Tadhamon SC stand er im Kader der kuwaitischen Nationalmannschaft bei der Weltmeisterschaft 1982, kam jedoch in keinem der drei Vorrunden-Spiele zum Einsatz.